# Dolmen von Bellefond

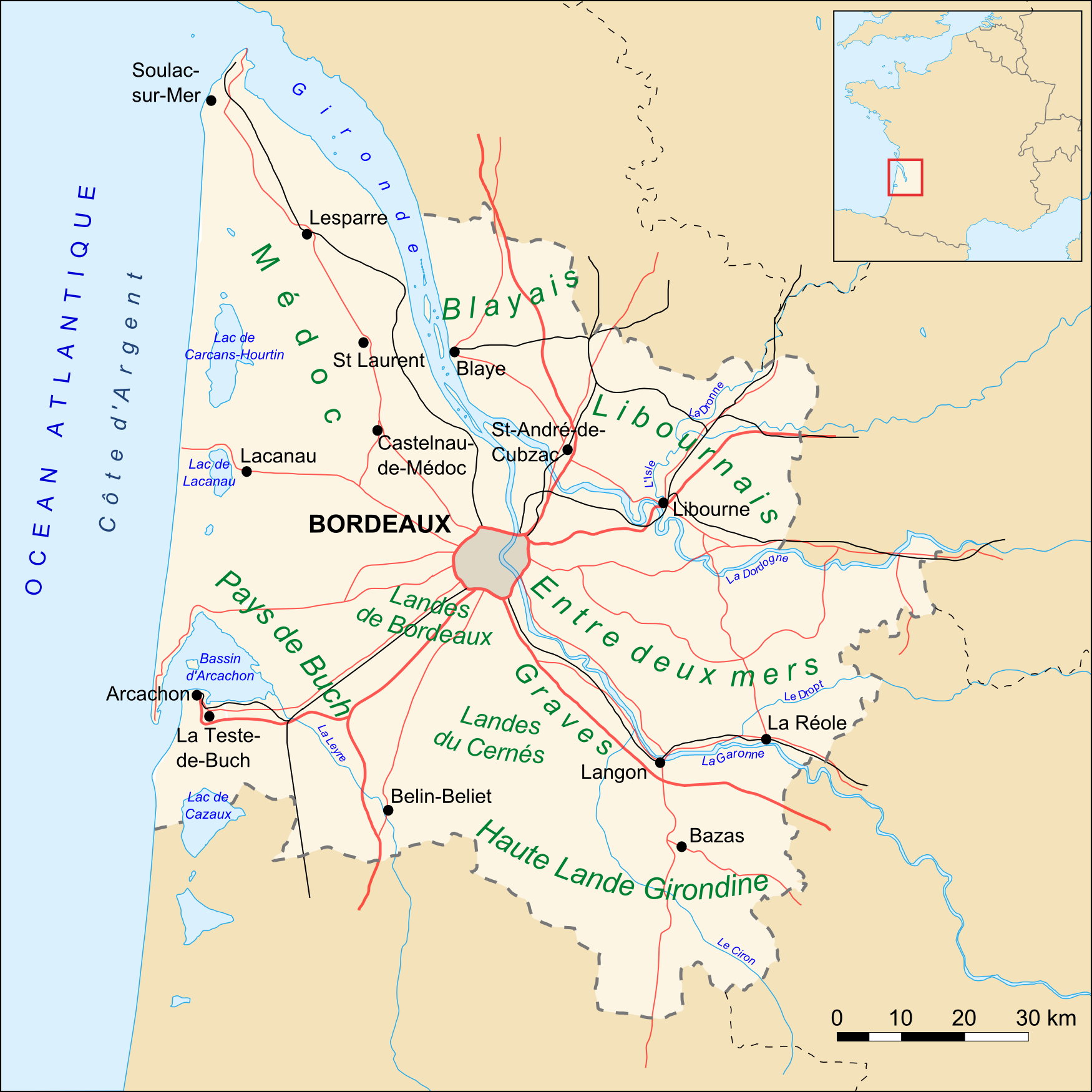
Lage von Libourne

Die nicht einfach zu findenden Dolmen von Bellefond (auch Dolmen von Sabatey genannt) liegen eng benachbart im Wald nahe der Sabatey Farm, nördlich von Bellefond und östlich von Bordeaux im Arrondissement de Langon im Département Gironde in Frankreich. Dolmen ist in Frankreich der Oberbegriff für Megalithanlagen aller Art (siehe: Französische Nomenklatur).

## Dolmen Sabatey 1
Der Dolmen Sabatey 1 ist, der Rest einer etwa 6 m langen und 1,5 m breiten Allée couverte mit einem verkippten Deckstein, der einige Schälchen trägt, und ein paar gefallenen Tragsteinen. Ein weiterer Deckstein befindet sich in situ, andere sind in die Kammer gefallen. 

Bellefond Dolmen 1
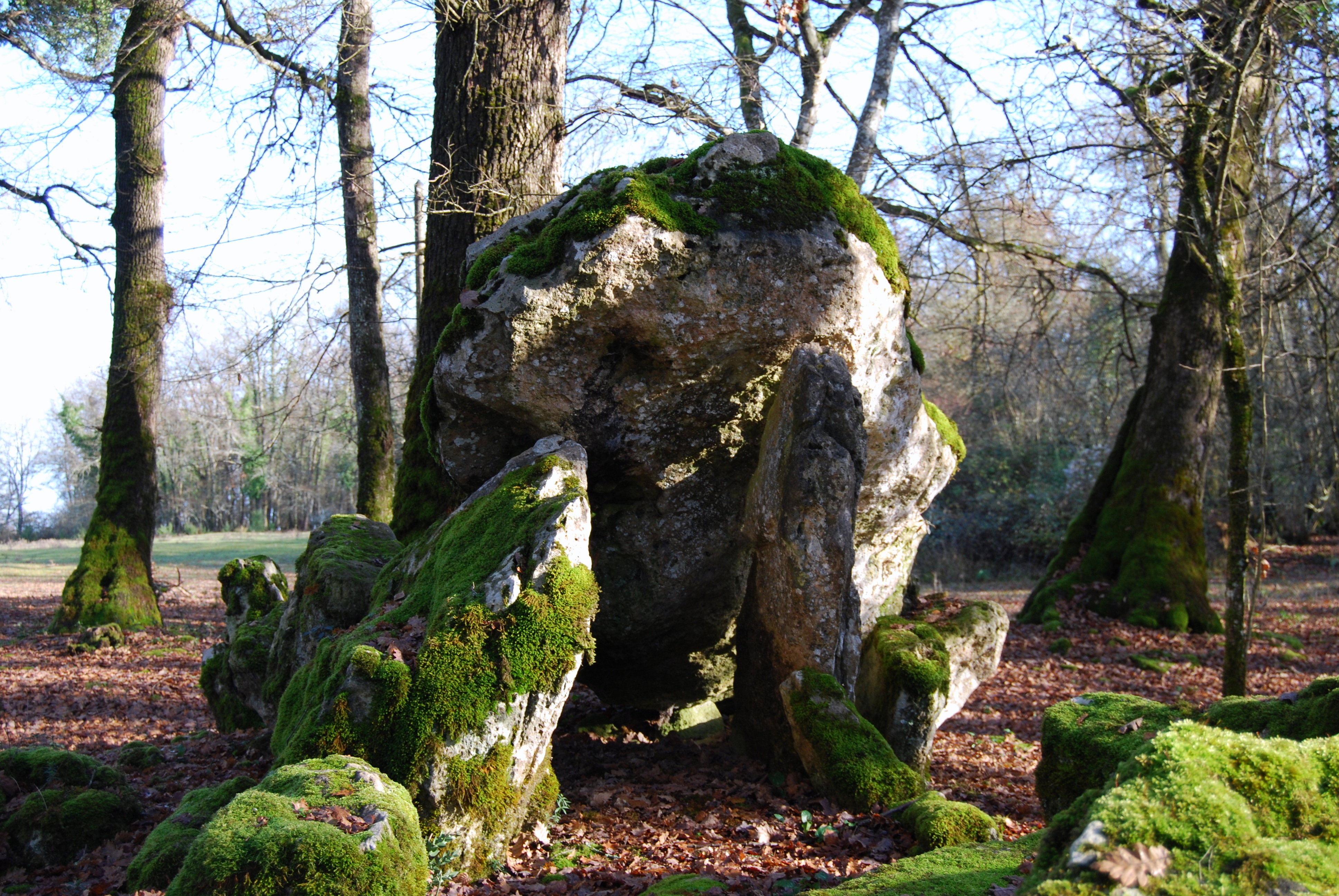
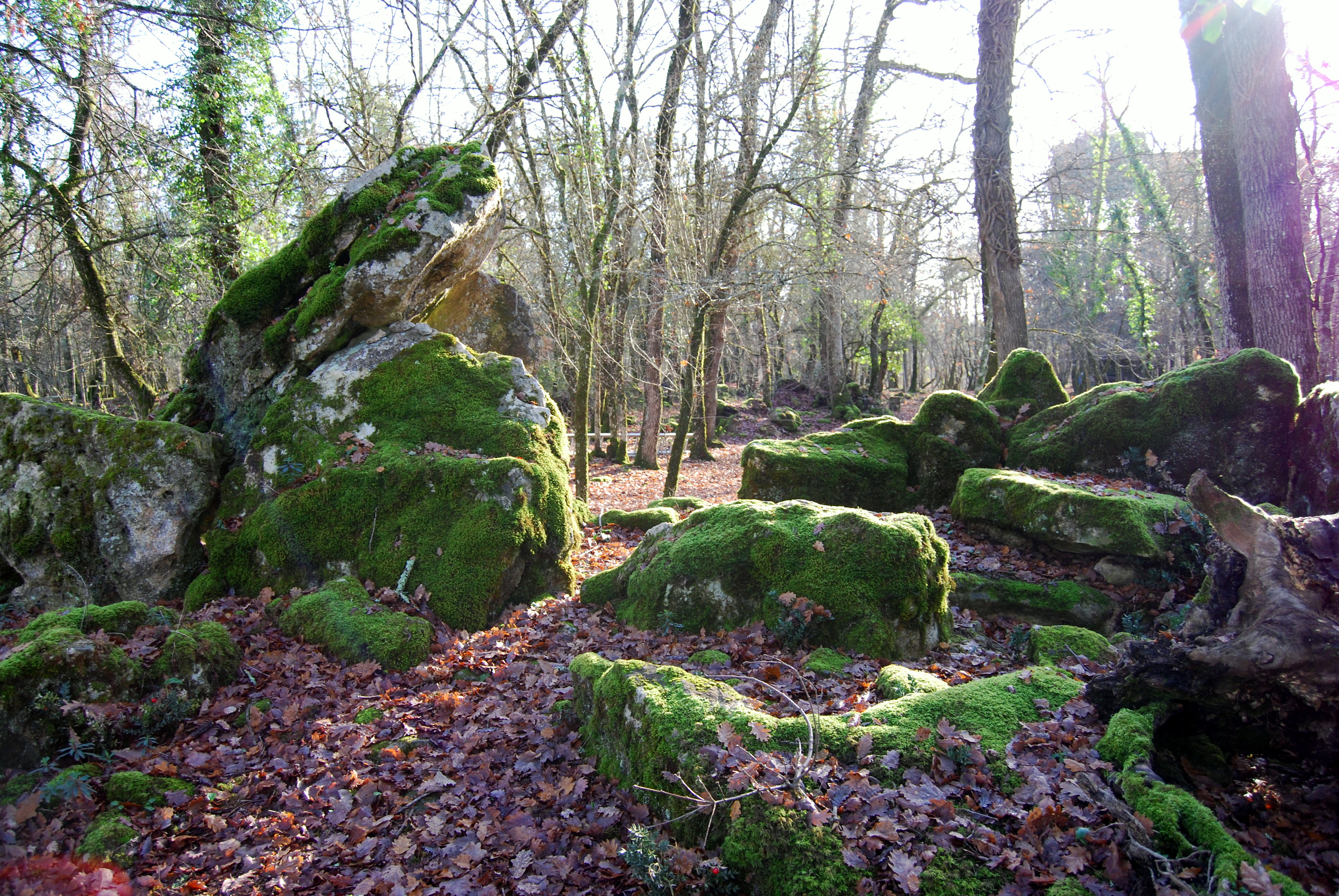
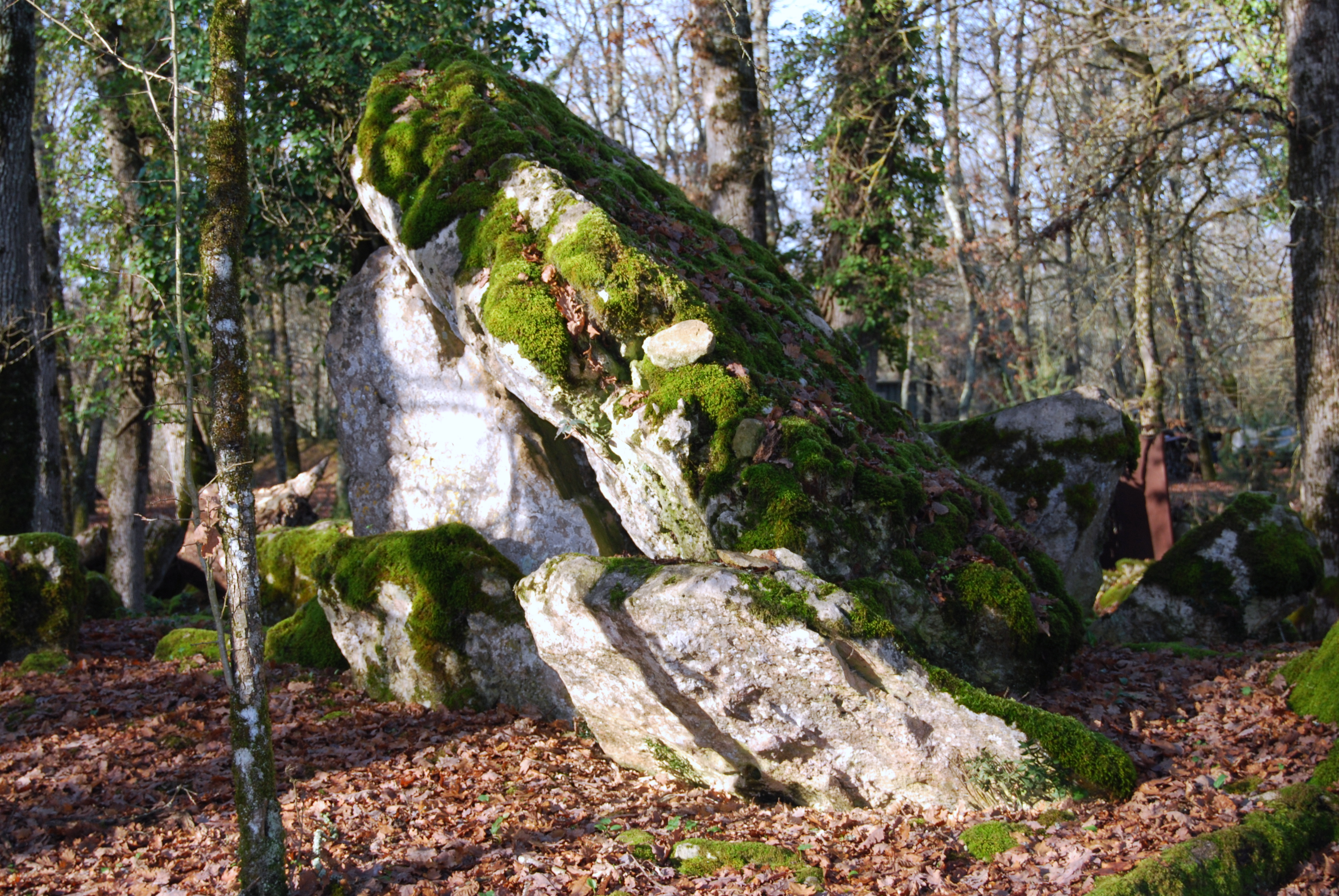

## Dolmen Sabatey 2
Der Dolmen Sabatey 2 liegt etwa 25 m entfernt und ist ein großer Haufen moosbedeckter Steine als Rest einer Allée couverte. Der einzige erhaltene etwa 3,2 × 1,7 m messende große Deckstein ist verrutscht und liegt auf den Kammersteinen, von denen noch viele vorhanden sind.
Die Galerien wurden 1870 von Leo Droun und im Jahre 1879 von François Daleau (1845–1927) ausgegraben. Die gefundenen Grabbeigaben bestehen aus Feuerstein, menschlichen Knochen (darunter ein Zahn), Tonscherben und zwei Fragmenten eines nicht näher bezeichneten Knochenobjektes.
In der Nähe liegt der Dolmen von Curton.